# Бжежно
Бжежно (пол. Brzeżno) — село в Польщі, у гміні Бжежно Свідвинського повіту Західнопоморського воєводства.
Населення — 1109 осіб (2011).

## Демографія
Демографічна структура станом на 31 березня 2011 року:
|          | Загалом | Допрацездатний вік | Працездатний вік | Постпрацездатний вік |
| -------- | ------- | ------------------ | ---------------- | -------------------- |
| Чоловіки | 541     | 109                | 389              | 43                   |
| Жінки    | 568     | 116                | 349              | 103                  |
| Разом    | 1109    | 225                | 738              | 146                  |